# Гайто Газданов
Гайто Газданов е руски писател, творил в началото на 20 век.

## Биография
На 16-годишна възраст, през 1919 г. се включва в гражданската война като белогвардеец танкист. След загубата на белогвардейците бяга със своята войскова част от Крим в Истанбул. От там се мести в Шумен, където има специално основана гимназия за руски бежанци. Там завършва и средното си образование.
През 1923 г. се включва в потока руски емигранти за Париж и става един от 50 000 руски емигранти. В Париж работи като чистач на локомотиви, механик при Ситроен и накрая много години като шофьор на нощно такси. Слуша лекции в Сорбоната по литературознание, социология и икономика.
Най-популярните му романи са:
- Вечер при Клер, 1929
- Нощни пътища, 1941
- Призракът на Александър Волф, 1948

### Призрак Александра Вольфа
В този роман Газданов се показва като виртуозен стилист. Дълбоката тема на романа е как възникват спомените.
Разказвачът, белогвардеец, разбира от един издаден биографичен роман, че неговата предполагаема жертва от войната, Александър Волф, е все още жив. Тази случка го разтърсила до основи, както и любовта му към Елена. Оцелелият Александър Волф при срещата със смъртта е загубил всякакви скрупули. Очарова всички, които срещне, не се трогва от предизвикани от него човешките трагедии. Разказвачът среща издателя на романа и му разказва, че той е онзи от престрелката с Волф, при което издателят със съжаление му казва, че много хора щели да бъдат доволни, ако навремето се е целил по-добре.